# Marraner
Marraner (spanska: marranos), var förr i Spanien en nedsättande benämning på döpta judar, conversos. Det gällde judar på den iberiska halvön som i samband med och efter den kristna återerövringen av halvön hamnade i en kristen, mindre religiöst tolerant miljö och tvingades övergå till kristendomen. Officiellt kunde de betecknas som "konvertiter" (spanska: convertitos; latin: conversi) eller "nykristna" (latin: christiani novi), medan de i lönndom fortsatte att så långt möjligt utöva den judiska tron. Många marraner utvandrade till länder som Osmanska riket och Nederländerna där de kunde utöva den judiska tron friare.
Jämför Ph. Philippsons roman "Die marranen" (1843).

## Etymologi
Ordet kommer från spanskans marráno, gris. Ordet har möjligtvis arabiskt ursprung.